# حديث الخليج

بطاقة العنوان السابقة لحديث الخليج

حديث الخليج هو برنامج يُبث على قناة الحرة وتقدمه الإعلامية السعودية سكينة المشيخص. يهتم بالمستجدات السياسية والاجتماعية في منطقة الخليج العربي.

## وصلات خارجية
- قناة حديث الخليج في موقع يوتيوب
- صفحة حديث الخليج الرسمية في فيسبوك  على فيسبوك.
- حساب سكينة المشيخص الرسمي في تويتر